# 李陽冰
李 陽冰（り ようひょう、生没年不詳

。）は、中国唐代中期の書家。字は少温。本貫は趙郡。
顔真卿との交流から開元年間（713 - 741年）の人物と考えられている。
それまで忘れられていた篆書を用いた碑や刻石をものして一世を風靡し、篆書を書道の一書体として復活させた功績を持つ。

## 経歴
譙郡の出身という以外には詳しい経歴は不詳である。『新唐書』宰相世系表によると、「将作少監」の官にあったことが記されるほか、759年（乾元2年）から762年（宝応元年）、宣州当塗県の県令であった間、晩年の李白を庇護したことで知られ、『新唐書』李白伝にもその名が見える(新唐書 巻202)。李白の死に臨んで、彼から大量の詩稿を託され、詩集『草堂集』として編纂し、自ら序文を手がけている。

## 書歴

### 篆書との出会い
北宋代に朱長文によって書かれた書論書『続書断』によれば、李陽冰が篆書を学んだのは、始皇帝が権力誇示のために立てた「始皇七刻石」の一つ「嶧山刻石」（えきさんこくせき）からと言われている。そこから孔子の「呉季札墓誌」で筆法を磨いたという。また唐代初期に刻されたという「碧落碑」と呼ばれる小篆の碑を愛好して何日も何度も碑に見入り、とうとう碑のそばに泊まり込んでまで書法を学んだという話もある。
いずれも伝説の域を出ないが、かなり早い時期から篆書に傾倒し、その書法を徹底的に学んだのは確かであろう。

### 改革としての篆書復興
中唐の書道界は、「書聖」として神聖視されていた王羲之およびその息子の王献之、いわゆる「二王」の書風を守ろうとする保守派と、それを打ち破ろうとする張旭などの改革派とが対立していた。特に改革派では韓愈が六朝時代以来の四六駢儷文を否定して古文復興運動を行い、二王の書を「俗書」と痛罵したのが代表的である。
これを受けて顔真卿が「顔法」と呼ばれる独自の書法を確立したのに対し、李陽冰は二王以前、すなわち篆書や隷書の世界に戻る復古主義的な方向に向かい、秦代以来印と碑の額などに使われる以外はほとんど絶えていた篆書による書や石刻を復活させた。それも印章用や装飾用にアレンジされた書体ではなく、篆書の古碑や後漢代に編纂された篆書中心の字書『説文解字』を参照に、秦代に制定された本来の姿を踏まえた書法で書いたのである。
これにより李陽冰は篆書による書作をリードする存在となり、秦代の李斯と並ぶ篆書の名家とされて「二李」との称号を奉られたばかりでなく、三皇五帝時代の蒼頡とまで並べて絶讃され「篆虎」と呼ばれることになった。
李陽冰は、顔真卿と極めて昵懇の仲であった。顔の書いた碑には多く彼が篆額を書いており、顔の代表作である「顔氏家廟碑」の篆額も彼の手になるものである。また2人がそろって張旭の弟子であったという伝説があることからも、その親交ぶりがうかがえる。

## 後世への影響
李陽冰による篆書の復活は、それまで篆書に対し「印章用や装飾用の書体」程度の認識しか持っていなかった書道界に大きな影響を与え、書道に「篆書による書作」という分野が生まれることになった。
また分野の生みの親であるだけでなく、清代に考証学の一部として行われた漢字研究と、それに伴い篆書による書作が広く行われるようになった際、その先駆けとなった鄧石如に多大なる影響を与えている。その後から篆書に興味を引かれて多くの書家が誕生したことを考えると、その存在は極めて大きいといえる。

## 作品
李陽冰は多字数の碑の他、少字数の篆額・銘文も多数ものしたが
、その中には失われて伝わらないものも多い。
現在伝わるものとして代表的なものは、多字数のものとしては大暦2年（767年）に刻まれた墓碑「李氏三墳記」、少字数のものとしては大暦7年（772年）に現在の福建省福州市鼓楼区烏石山（烏山）の磨崖に刻まれた「般若台題記」がある。「般若台題記」は24字の少字数のものであるが、当時「四絶」と賞賛された彼の4つの代表作の中で真蹟として唯一残るものである。またまとまった作品ではないが、江蘇省無錫市梁渓区恵山の慧山寺にある「聴松」の石刻も彼の作品といわれている。いずれにせよこれらの作品群は、唐代の篆書による書道の実態を示すものとして貴重なものといえよう。

## 李陽冰刊訂説文解字
このほか後漢の許慎による字書『説文解字』を校訂したとされるが現存しない。説文解字繫傳(小徐本)、また『六書故』に引かれる若干の条が残るだけだが、現行の説文解字の掲出字が玉箸体になっているのは李陽冰の影響と考えられている。

## 注
1. ↑  
全唐文に李陽冰の文章がいくつか収められている(全唐文 巻437)。その中の「上李大夫論古篆書」に「陽冰年垂五十」と見えることから、この「上書」は満48歳の時点で書かれたものと考えられる。大暦7年(772)に書かれたと考え開元12年(724)生とする説と、大暦3年(768)と考えて開元8年(720)生とする説があるが、戸崎 2003では両説を検討して開元12年(724)生としている。
2. ↑  
没年に関して、戸崎 2004は、『集古目録』に「唐咸宜公主碑」(興元元年(784)立)に李陽冰の篆額があったとされることから、この時点では存命であり、翌貞元元年(785)成立の『説文字源』の序において賈耽が「因請騰繼世父之妙」と李陽冰の甥の李騰に書かせたとすることから(全唐文 巻394)、この時点では没後と考え、貞元元年(785)没とした。
3. ↑  
伏見冲敬は『唐李陽冰三墳記』の解説の中で記録にあるものを30件ほど、実際に見ることができるものを数種とする。
朱関田『唐代書法家年譜』(2001)では作品を68と数える。
戸崎は著録にその名が見える作品・著作を収集し、約90を数えている(戸崎 2003)。
4. ↑  説文入門, pp. 9–10